# Testsystem Corporal Plus
Das Testsystem Corporal Plus dient der computerunterstützten Psychodiagnostik kognitiver Basisfunktionen im bildlich-räumlichen Bereich. Die Einzeltestverfahren von Corporal Plus weisen Querverbindungen untereinander auf. Der Entwickler Michael Berg nennt dies Thematisches Testsystem.
Die Darbietung am Computer ermöglicht es, die Testverfahren sowohl automatisiert durchzuführen als auch differenziert auszuwerten.

## Geschichte
Die Anfänge reichen in die 1990er Jahre zurück und basieren auf Erfahrungen des Entwicklers mit etablierten computergestützten psychologischen Testapparaten. Die erste Software enthielt anfänglich nur vier Tests mit visuellem Reizmaterial zur Erfassung von Funktionen der Aufmerksamkeit. Daraus leitete sich der Name für das Vorläufer-System ab: Testsystem Corporal A. Im Zuge einer Neuprogrammierung wurde das Testspektrum um weitere Testverfahren zur Erfassung von Funktionen der Aufmerksamkeit erweitert. Zudem wurde ein eigenes externes Eingabegerät entwickelt.
Im Jahr 2014 wurde Corporal A durch das neue Testsystem Corporal Plus ersetzt. Es basiert auf den Standards des Testsystems Corporal A, wurde dabei aber software- und hardwareseitig an moderne Bedieneransprüche und heutige technische Standards angepasst. Seit 2020 liegen neu entwickelte Testverfahren vor, die für den Einsatz im Bereich der Fahrerlaubnis-Verordnung von einer unabhängigen Stelle zertifiziert wurden.

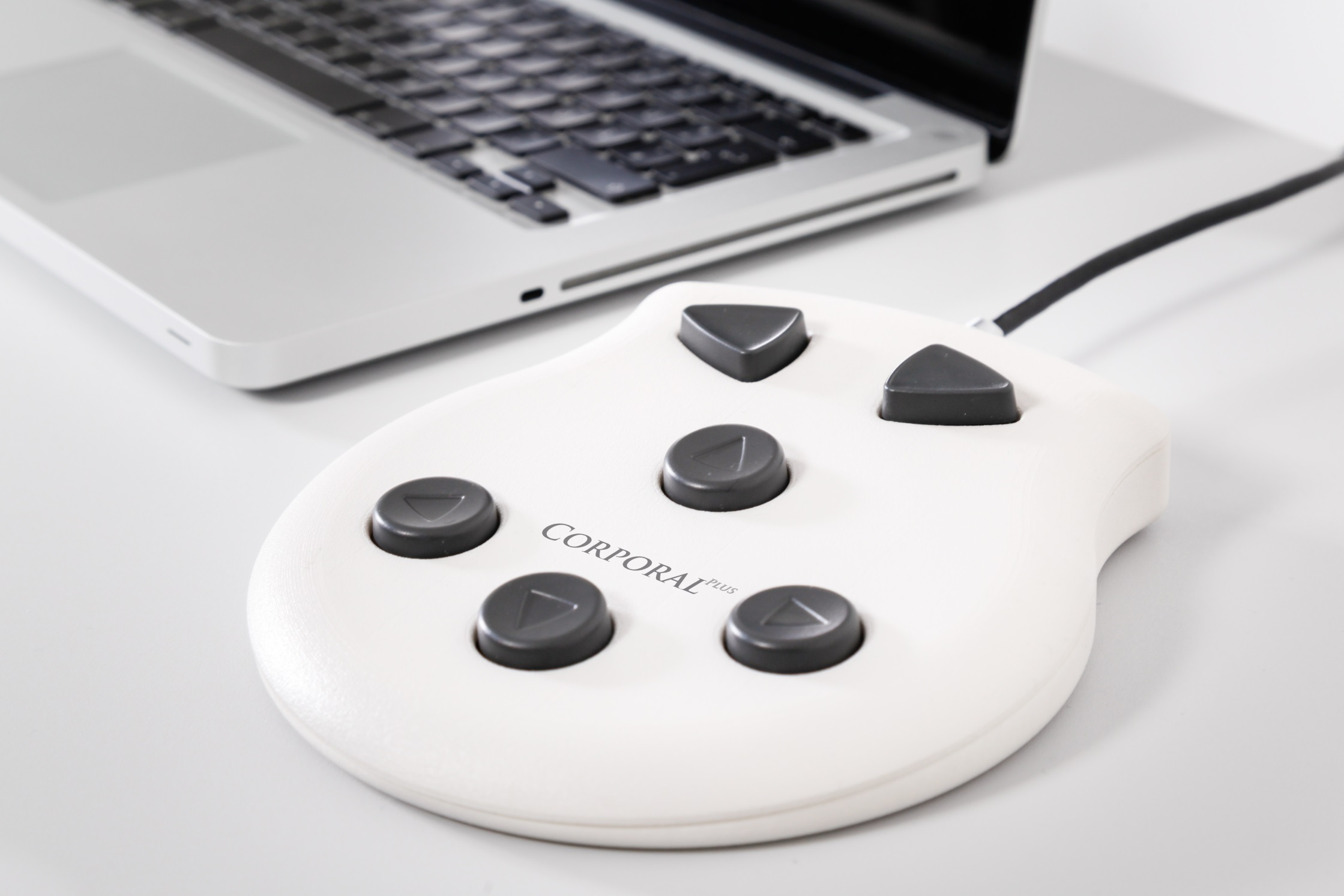
Tastengerät des Testsystems Corporal Plus. Vier Antwortoptionen: oben, unten, rechts, links.

## Theoretischer Hintergrund
Das Testsystem Corporal Plus basiert auf Testverfahren, die auseinander hervorgehen und konstruktionsbedingt Querverbindungen untereinander aufweisen. Als Reizmaterial werden im gesamten Testsystem zwei einfache visuelle Symbole (Pfeil und Kreuz) mit exakt gleicher Komplexität verwendet. Deren spezifisches Zueinander bestimmt die Aufgabenanforderung in den jeweiligen Testverfahren.
Das Konstruktionsprinzip der Testverfahren basiert zum einen auf den von Berg (1993) formulierten Konstituentenansatz und setzt damit direkt an der Aufgabenschwierigkeit an. Dabei werden aus dem Wissensbestand der Kognitionswissenschaften Annahmen darüber abgeleitet, welche Variablen/Teilprozesse die Schwierigkeit von Testaufgaben bedingen (sog. Schwierigkeitskonstituenten). Die Schwierigkeit von Testaufgaben wird somit im Sinne eines theoriegeleiteten Schwierigkeitsprofils inhaltlich bestimmbar und lässt sich anschließend mit dem empirisch erhaltenen Schwierigkeitsprofil vergleichen. Hier setzt auch das verwendete Prinzip der Validierung an: die theoriegeleitete Konstruktvalidität.
Über den Konstituentenansatz hinaus wurden 2020 neue Testverfahren gemäß der klassischen Testtheorie entwickelt. Die Testkonstruktion basiert auf dem von Schmidt-Atzert et al. (2008) beschriebenen Konsensmodell zur Strukturklärung des Konstrukts Aufmerksamkeit – das Vier-Aufmerksamkeitskomponenten-Modell. Diese Testverfahren zeichnen sich z. B. durch ein festes Zeitregime und Latenzzeiten zwischen den Testitems aus. Als Validierungsmethode wird die Konstruktvalidität verwendet, wobei ein korrelativer Vergleich mit konvergenten und diskriminanten Testverfahren vorgenommen wird. Ergebnisse zu Interkorrelationen zeigen, dass mit den neu entwickelten Testverfahren unterschiedliche kognitive Leistungsbereiche, im Sinne der in der Fahrerlaubnis-Verordnung definierten Leistungsbereiche erfasst werden.

## Testverfahren

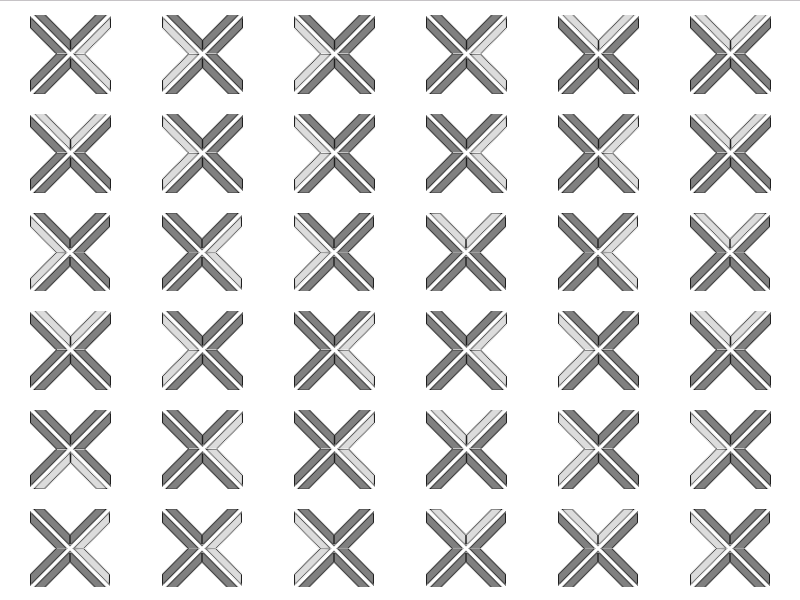
Aufgabenstellung: Die Matrix nach dem Kreuz mit der hellen Markierung unten durchsuchen.

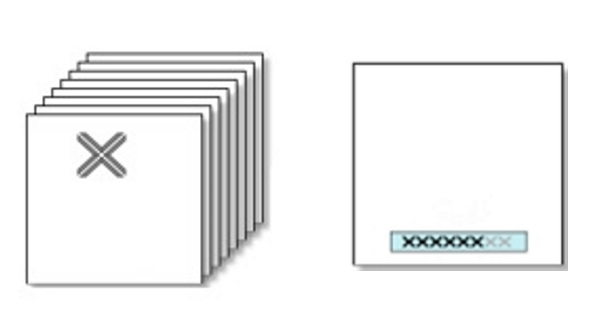
Aufgabenstellung: Die Position von acht Kreuzen in der korrekten Reihenfolge zunächst einprägen und dann erinnern.

Seit 2020 stehen im Testsystem Corporal Plus 10 Testverfahren für verschiedene Aufmerksamkeitsfunktionen sowie für die visuelle Orientierung und das Arbeitsgedächtnis in 19 Sprachen zur Verfügung.
Beispiele für Testverfahren im Corporal Plus:
- Intrinsische Alertness:[3] Das Testverfahren beinhaltet eine einfache visuelle Reaktionsaufgabe. Eine Selektion von Reizmerkmalen wurde in der Testkonstruktion ausgeschlossen. Auch die Antworteingabe erfolgt ausschließlich über eine Antworttaste und erfordert somit keine Auswahlentscheidung.Aufgabenstellung: Reagieren, sobald ein Pfeil erscheint.

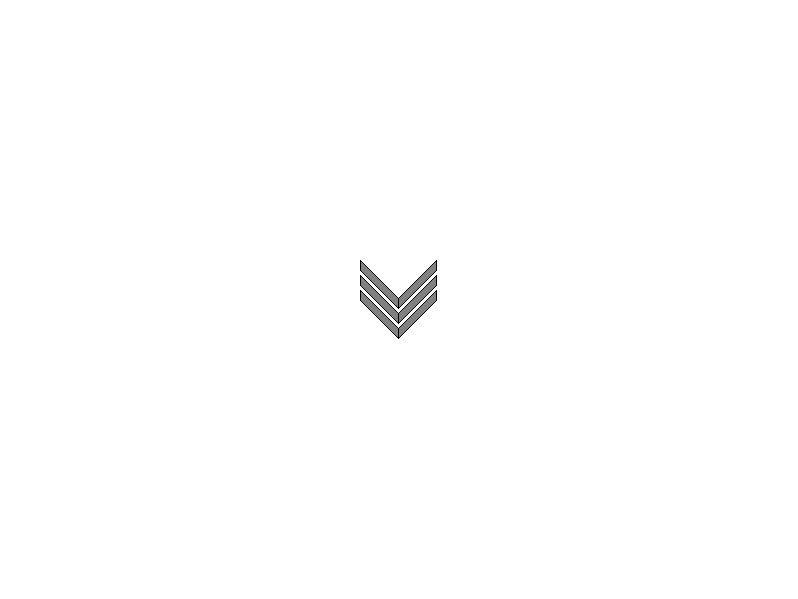
Aufgabenstellung: Reagieren, sobald ein Pfeil erscheint.

- Selektive Aufmerksamkeit:[3] Das Testverfahren beinhaltet eine Go/NoGo-Variante mit zwei visuellen Reizen, die gleichzeitig dargeboten werden. Hierbei überlagert das irrelevante Merkmal Position das zu selektierende relevante Merkmal Richtung der Testfigur (am Bildschirmrand, mit Interferenz). Zusätzlich wird eine weitere Testfigur mit einfacher Merkmalsselektion (Bildschirm-Mitte, ohne Interferenz) dargeboten. Zu reagieren ist ausschließlich, wenn ein Pfeil nach unten zeigt.

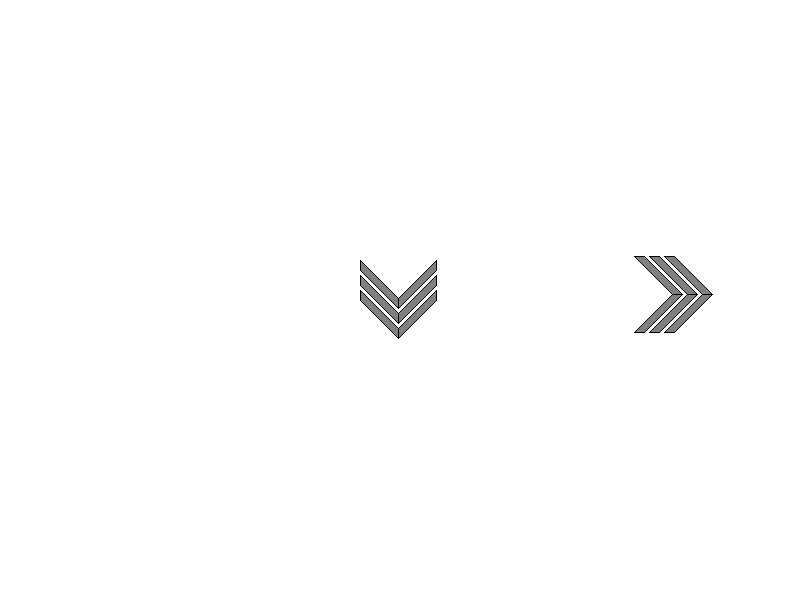
Aufgabenstellung: Nur dann reagieren, wenn ein Pfeil nach unten zeigt.

- Verteilte Aufmerksamkeit A:[3] Das Testverfahren beinhaltet eine Dual-Task-Variante mit zwei visuellen Reizen, auf die sequenziell zu reagieren ist. Der Pfeil erscheint immer in der Bildschirmmitte – zu reagieren ist auf die Richtung. Die zweite Testfigur (Kreuz) erscheint am Bildschirmrand – zu reagieren ist auf die Position.

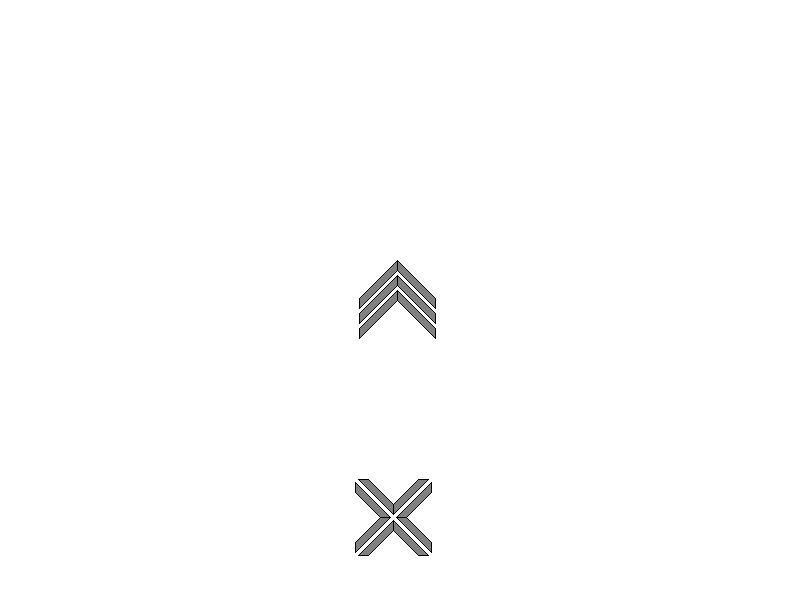
Aufgabenstellung: Zuerst auf die Richtung des Pfeils reagieren, danach auf die Position des Kreuzes.

- Visuelles Scanning:[3] Das Testverfahren beinhaltet eine visuelle Suchaufgabe mittels einer 6x6 Matrix. Durch die Vorgabe vieler Distraktoren (35 Distraktoren) soll ein Pop-Out-Effekt verhindert werden. Als Suchkriterium wird ein Kreuz mit heller gestalteter Teilfigur mit eindeutiger Position und Richtung (unten positioniert) als Voraussetzung für eine gute Erkennbarkeit verwendet.

- Arbeitsgedächtnis:[3] Das Testverfahren ermöglicht die Erfassung der Leistung des Arbeitsgedächtnisses und basiert auf den Annahmen zum „visuo-spatial sketch pad“ von Baddeley (1974).[9] (Baddeleys Arbeitsgedächtnismodell) Zu reagieren ist auf eine Abfolge von acht Kreuzen und gleichzeitig ist diese im Gedächtnis zu behalten. Anschließend muss die zuvor dargebotene Abfolge wiedergegeben werden.

## Einsatzgebiete
Vor allem im Bereich der Medizinisch-Psychologischen Untersuchung ist das Testsystem Corporal Plus etabliert. Besonders wichtig ist in diesem Zusammenhang, dass das Testsystem seit 2020 für den Einsatz im Bereich der Fahrerlaubnis-Verordnung zertifiziert ist.
Zu den weiteren Einsatzgebieten zählen:
- Neuropsychologie
- Klinische Psychologie
- Eignungsdiagnostik, vor allem im Bereich der Eignung von Mitarbeitern für Tätigkeiten, die besondere Anforderungen an die kognitive Leistungen stellen.[12] Auch bei Prüfung von Nebenwirkungen von Medikamenten wird Corporal Plus als mögliches Testverfahren erwähnt.
- Arbeits- und Verkehrsmedizin[13][14]
- Gerontologie[15]